# Widoki (album)
Widoki – siódmy album studyjny polskiego zespołu Goya. Został wydany 23 października 2015 przez Universal Music Polska. Pierwszy singel pochodzący z płyty ukazał się w 2013 r. ("Inna historia"), a w październiku 2015 wyszedł promo singel – "Najlepsze czeka nas".

## Lista utworów
1. Aurora
2. Doceniam
3. Najlepsze czeka nas
4. Opowiedz mi o sobie
5. Zapowiedź
6. Zaćmienie serca
7. Jest ktoś
8. Czuje to samo co ja?
9. Lubię takie dni
10. Inna historia
11. Sentyment